# Die hellen Tage
Die hellen Tage ist ein Roman von Zsuzsa Bánk, der 2011 bei S. Fischer in Frankfurt am Main erschien und noch als Hardcover-Ausgabe im selben Jahr zehn Auflagen erzielte. In der SWR-Bestenliste im März 2011 landete das Werk auf Platz 4 und in den Jahren 2012 und 2013 hielt der Roman monatelang Platz 1 der Spiegel-Bestsellerliste Belletristik Taschenbuch.
Das Werk trägt die Widmung „Für Louise und Friedrich“ und handelt von einem Freundes-Trio und vom Erwachsenwerden. Erzählt wird aus der Sicht einer Ich-Erzählerin, die seit ihrer Kindheit an diesem Trio beteiligt ist, mit dem sie in einem sonderbar elegischen Deutschland lebt – und zeitweise in Rom.
Der Titel nimmt Bezug auf folgende Stelle gegen Ende des Romans: „Die hellen Tage behalte ich, die dunklen gebe ich dem Schicksal zurück.“

## Inhalt
Therese (Seri) erzählt rückblickend aus den Tagen ihrer Kindheit und Jugend seit Mitte der 1960er Jahre, die sie zunächst in einer Kleinstadt namens Kirchblüt in der Nähe von Heidelberg verbringt und später zusammen mit ihren beiden Kindheitsgefährten Aja und Karl zeitweise in Rom.
Seri und Aja verbindet eine Mädchenfreundschaft, als Karl hinzukommt. Sie bilden fortan eine Dreiergruppe, in der sie mehr oder weniger eng zusammenleben. Auch die Erwachsenen, die zu ihnen gehören, freunden sich an, unter anderem deshalb, weil eines der Kinder sozial und wirtschaftlich nicht so solide aufgestellt zu sein scheint wie die anderen beiden. Seri, die Erzählerin, ist die einzige Tochter von wohlsituierten Speditionskaufleuten, Ajas Eltern sind Artisten, die im Zuge der Ereignisse 1956 aus Ungarn eingewandert waren, und Karl wächst als einer von zwei Söhnen in einem Architektenhaushalt auf. Außer dem Ort und der Zeit verbindet die drei Jugendlichen, dass sie Évi mögen, die Mutter von Aja. Évi hat einen Garten, der ihre Behausung außerhalb des Städtchens umgibt und in dem die drei Freunde viel Zeit miteinander verbringen. Gemeinsam ist ihnen, dass jedem von ihnen etwas passiert ist, das sie aufwühlt und verändert: Seris Vater Johannes starb wenige Jahre nach ihrer Geburt ganz plötzlich und ihre Mutter Maria entdeckt Jahre später, dass der Vater in Rom eine Geliebte hatte; Aja erfährt erst als Erwachsene, dass Évi nicht ihre leibliche Mutter ist, und ihr Vater Zigi arbeitet als Trapezkünstler im Zirkus, ist viel unterwegs und kommt nur einmal im Jahr zu Besuch; Karl verliert seinen jüngeren Bruder, der eines Tages in einem fremden Auto mitgenommen wurde und nicht wiederkam, was ihn selbst ebenso traumatisiert wie seine Eltern, die sich durch ihre Trauer auseinanderleben.
Vor allem während der Zeit ihrer Dreier-WG in Rom erlebt die Freundschaft einige Spannungen und die drei erhalten von ihren drei Müttern Besuch. Am Ende der Geschichte ist Karl als Fotograf in Rom geblieben, Aja arbeitet als Ärztin in der Neonatologie des lokalen Kreiskrankenhauses und die Erzählerin, Seri, übersetzt zwar noch manchmal aus dem Italienischen, hat aber die Geschäftsleitung der Spedition ihrer Eltern übernommen.

## Abschnitte
Seitenzahlen nach der Taschenbuchausgabe
| - Zirkusmädchen, 7 - Schnee, 26 - Zigis Sommer, 41 - Zum ersten Mal Karl, 61 - Lesen, 83 - Brüder, 105 | - Ostern, 123 - Ein Jahr, 135 - Väter, 179 - Häuser, 210 - Die Ufer des Neckars, 229 - Eistanz, 257 | - Jakobsbeichten, 275 - Süden, 315 - Zwischen Felsen, 336 - Kirchblüt, 356 - Stadt der Lügen, 383 - Libelle, 414 | - Der heißeste Tag des Jahres, 436 - Heimkehr, 436 - Auf dieser Seite des Ozeans, 463 - Mütter, 507 - Herbst, 529 |

## Interpretationen
Die zentrale Figur des Romans sei Évi Kalócs mit einem ungarischen Namen, und der eigentliche Ausgangspunkt der Handlung die Flucht eines Artistenpaars „vor den rollenden Panzern aus Budapest in den Westen“, meint Gudrun Schuster in ihrer Rezension für Spiegelungen: Zeitschrift für deutsche Kultur und Geschichte Südosteuropas. Évi übe mit ihrem „Leben, das ohne die Segnungen der modernen technologisierten Welt auskommt, sogar ohne Lesen und Schreiben,“ eine starke Anziehungskraft auf die Kinder und Erwachsenen aus und sei „in ihrem windschiefen Haus und verwilderten Gärtchen“ „die Garantin für ein Leben voller Spontaneität, Kreativität und naiver Genialität, das dem Erwachsenen einer modernen zivilisierten Welt in hohem Maße verloren gegangen“ sei. Schuster spricht von einer auktorialen Ich-Erzählerin, die das Erwachsenwerden retrospektiv erzählt, und fügt an, dass die drei Freunde „praktisch ohne Väter“ aufwachsen, ohne Geschwister „und sind daher eng an ihre Mütter gebunden. Ihre Freundschaft ersetzt ihnen alles Fehlende, was ihnen freilich lange nicht bewusst“ sei. Der Roman sei als ein langwieriger Prozess gestaltet, in dem späte und nachträgliche Auswirkungen von Ereignissen nachgezeichnet würden, und er handele unter anderem „von der Integration von Außenseitern in eine Gemeinschaft, von Hilfsbereitschaft, auch Hilfskonstruktionen, von Kulturalisation, durch die die Würde des Lebens wiederhergestellt oder bewahrt werden kann“.
Hubert Spiegel hat das Werk für die FAZ rezensiert und lokalisiert hier ein mit großem Einfühlungsvermögen angegangenes Wagnis, das zum ersten aus der „heikelsten, brüchigsten Figur der Beziehungsgeometrie – dem Dreieck“ besteht, zweitens aus der brüchigen Perspektive einer Rückschau, in der die Kinderperspektive den Anfang bildet, und drittens aus „Zutaten zu einer Heile-Welt-Schmonzette, die auch vor Zirkus- und Zigeunerklischees nicht zurückschreckt“. Über Karl weiß Spiegel zu sagen, dass er „sich den Mädchen nicht anschließt, weil sie fröhlich und sorglos wären, sondern weil sie selbstbewusste, von Verlusten früh gezeichnete Außenseiterinnen sind“.

## Stil
Bánk schreibe in einer schönen und elegischen Sprache und sie suggeriere eine kindhafte Logik, indem sie Bildelemente   aneinanderreihe und diese leitmotivisch „in immer neuen Handlungs- und Satzzusammenhängen“ wiederhole. Die Bilder würden fast ausschließlich im Konjunktiv entworfen und es seien quasi irreale Bilder wie sie auch bei Eichendorff zu finden sind. Gudrun Schuster sieht diese als einen Bilderschleier an, der aus Unbekümmertheit, Ausgelassenheit und Weltvertrauen bestehe und der über den Dingen als ein Gewebe ausgebreitet werde, um „Betrug, Eifersucht, Leid und Tod in der Erwachsenenwelt der Eltern“ dazu in Gegensatz zu setzen. Schuster fügt an, dass auf die hellen Tage eben dunkle folgen, mit „Ent-täuschungen“ für die Heranwachsenden. Nicht handlungsbestimmend, aber erhellend für den Geschehnishintergrund seien kleine Bilder, die eingeblendet würden, zum Beispiel „das von Schach spielenden Männern im berühmten Széchenyi-Bad der Stadt oder das von Budapest nach dem Kriegsende“.
Zsuzsa Bánk arbeite mit einer Dramaturgie der Langsamkeit und nehme sich Zeit für ihre Schilderung kindlicher Ewigkeitsgefühle. Veränderungen über mehrere Jahrzehnte hinweg würden durch sorgfältig miteinander verknüpfte Motive diskret eingeführt. Dramatische Effekte würden nie durch simple Beschleunigung erzeugt und Rasches sei ihrem Erzählen fremd, so charakterisiert Hubert Spiegel den Stil von Zsuzsa Bánk zu Beginn seiner Rezension und bringt einen strategischen Punkt auf: „Bánk will ihren Leser nicht überwältigen. Aber will sie ihn womöglich einlullen?“
Der Roman besteht aus Lebensgeschichten, Wahrheiten und Erkenntnissen. Mit der gegenwärtigen Erzählwelt verweben sich immer wieder Bruchstücke aus der Vergangenheit. Es gibt Beziehungen, aber keine Reflexion darüber, keine psychologischen Studien und keine Gespräche oder Analysen, schreibt Britta Langhoff in ihrer Rezension.
Allen Verlusten zum Trotz sei dieses Werk glücksverzaubert, meint Andreas Isenschmid, und die Erzählweise mit ihren langen, wehenden Sätzen unvergleichlich. Es gebe Farbe, Einzelheit und Bild und das Ineinanderfließen dieser Elemente sei hinreißend komponiert. Die Stimmung des Buches sei eigentümlich und das Land mute sonderbar und elegisch an, in dem die Handlung überwiegend spielt: Deutschland.

## Rezensionen (Auswahl)
- Hubert Spiegel, „Zirkuskinder, endlose Sommer, nackte Füße im hohen Gras: Zsuzsa Bánk balanciert in ihrem Roman Die hellen Tage wagemutig und mit großem Erzähl-Atem über die Abgründe des Kitsches hinweg“ (pdf), in Frankfurter Allgemeine Zeitung, 12. Februar 2011
- Andreas Isenschmid, Die Kieswege des Lebens. Zsuzsa Bánks zweiter Roman Die hellen Tage ist ein Buch nicht ganz von dieser Welt, Die Zeit, 18. April 2011
- Britta Langhoff, Zsuzsa Bank. Die hellen Tage, literaturzeitschrift.de, 7. September 2011
- Gudrun Schuster, Zsuzsa Bánk. Die hellen Tage [Rezension], in: Spiegelungen: Zeitschrift für deutsche Kultur und Geschichte Südosteuropas, Band 7 (2012), Heft 2, S. 194–196.

## Auszeichnungen
Die Audiobuch-Ausgabe wurde in der Sparte Beste Interpretin (Doris Wolters) im Jahr 2012 mit dem Deutschen Hörbuchpreis ausgezeichnet.

## Ausgaben
- Buch: Die hellen Tage. Roman. S. Fischer, Frankfurt am Main, 2011, ISBN 978-3-10-005222-3, (Erstausgabe)
  - als Taschenbuch bei: Fischer Taschenbuch, Frankfurt am Main 2013, ISBN 978-3-596-51273-7.
  - als E-Book: Fischer E-Books, Frankfurt am Main, 2011, ISBN 978-3-10-400805-9.
  - als Hörbuch: autorisierte Lesefassung, 6 CDs (407 Min.). Sprecherin: Doris Wolters. Regie: Corinna Zimber. Audiobuch, Freiburg im Breisgau, 2011, ISBN 978-3-89964-427-2.
  - E-Hörbuch Online-Ausgabe: Die hellen Tage Audiobuch OHG, Wiesbaden 2011, ISBN 978-3-89964-427-2.